# Гріанте
Гріанте, Ґріанте (італ. Griante) — муніципалітет в Італії, у регіоні Ломбардія, провінція Комо.
Гріанте розташоване на відстані близько 530 км на північний захід від Рима, 60 км на північ від Мілана, 24 км на північний схід від Комо.
Населення — 633 особи (2014).

## Демографія
Населення за роками:

Станом на 1 січня 2023 року в муніципалітеті офіційно проживало 57 іноземців з 24 країн, серед них 28 громадян країн Євросоюзу та 1 громадянин України.

## Сусідні муніципалітети
- Белладжо
- Менаджо
- Тремеццо
- Варенна